# 河山石亭
河山石亭，位于山东省日照市东港区日照街道。是中华人民共和国山东省省级文物保护单位之一。
2013年，列入第四批山东省文物保护单位，该文物保护单位是一座古建筑。